# Susola
Susola, jedno od plemena američkih Indijanaca, nepoznatog porijekla, koje je u južnom području današnjeg Teksasa 1542. sreo Álvar Núñez Cabeza de Vaca. Za njih se zna da su u susjedstvu živjeli Coayo, Cutalchich, Maliacone i još neki. Pod ovim imenom kasnije se ne spominju, pa su ostali neidentificirani. Ostali nazivi: Susolas, Susoles, 

## Vanjske poveznice
- Susola Indians